# Unité 124
L'unité 124 est un commando des forces spéciales de l'Armée populaire de Corée (en). Ses 31 membres sont sélectionnés en 1966 parmi des officiers dans le but de se préparer à mener l'assassinat du président sud-coréen Park Chung-hee. L'unité est formée pendant deux ans et passe les 15 jours précédant l'attaque à répéter l'opération sur une réplique grandeur nature de la Maison Bleue.
Ces hommes spécialement sélectionnés sont formés aux techniques d'infiltration et d'extraction (en), aux armes, à la navigation, aux opérations aéroportées, à l'infiltration amphibie, au combat au corps à corps (avec un accent mis sur l'utilisation du couteau), et à la dissimulation. Leur entraînement est difficile et souvent dans des conditions très rudes. Ils doivent par exemple courir à une vitesse de 13 km/h en portant des sacs de 30 kg sur un terrain difficile et sans pitié, ce qui entraîne parfois des blessures telles que des orteils perdus ou des gelures aux pieds.
Le raid sur la Maison Bleue échoue cependant. 29 membres de l'unité sont tués et l'un d'eux, Kim Shin-jo, est capturé. Le dernier membre survivant, Pak Jae-gyong, est le seul à réussir à rejoindre la Corée du Nord. Il devient plus tard général puis vice-ministre des forces armées.
Bien que l'unité ait été dissoute après le raid, elle est remplacée par des bataillons spéciaux, soumis à l'agence de reconnaissance, formés pour des missions de renseignements, d'espionnage, de terrorisme et d'enlèvements en Corée du Sud.